# Rabós
Rabós és un municipi de la comarca de l'Alt Empordà. En el seu terme hi ha el monestir de Sant Quirze de Colera, dins del Paratge Natural d'Interès Nacional de l'Albera i el poble de Delfià. També hi ha el veïnat de Sant Quirc de Colera, al voltant de Mas Nouvilas.

## Geografia
Llista de topònims de Rabós (Muntanyes, serres, collades, indrets, rius, fonts, edificis).
Conegut també popularment amb el nom de Rabós de l'Empordà, és un terme accidentat sobretot a la zona nord, per la Serra de l'Albera. El paisatge és rural, amb moltes sureres. El poble és prop del riu Orlina, segons va apuntar al segle xvii el geògraf Pere Gil i Estalella, el nom d'aquest riu es devia al fet que, segles enrere, la sorra contenia partícules d'or.

## Història
Els termes de Sant Quirze de Colera i de Delfià va ser independents de Rabós fins al 1846, quan hi van ser incorporats per la política de reducció de municipis.
Era i és un municipi dedicat a l'agricultura, però les vinyes que havien estat majoritàries, van decaure a partir de la plaga de la fil·loxera, que les va assolar l'any 1860. La població a partir de llavors va continuar a baixar fins a 1994.
A la legislatura (2015-2019), l'alcaldessa va ser Dominica Montiel Puig.
| Entitat de població | Habitants (2024) |
| Rabós               | 199              |
| Delfià              | 40               |
| Font: Idescat       |                  |

## Fills il·lustres
- Carles Bech Pastra, (n. 1871), músic i pedagog musical.

## Símbols
L'escut oficial de Rabós té el següent blasonament: Escut caironat: d'argent, 2 palmes de sinople passades en sautor que ressalten sobre un bàcul d'abat de sable en pal. Per timbre una corona mural de poble. Va ser aprovat el 3 d'octubre de 1989 i publicat al DOGC el 16 del mateix mes amb el número 1207. Les palmes encreuades són l'atribut del màrtir sant Julià, patró del poble, i el bàcul d'abat fa referència al monestir de Sant Quirze de Colera, situat al municipi, els abats del qual van fundar la localitat i en foren els propietaris.

## Indrets d'interès
- Paratge Natural d'Interès Nacional de l'Albera
- Les Orelles de la Mula

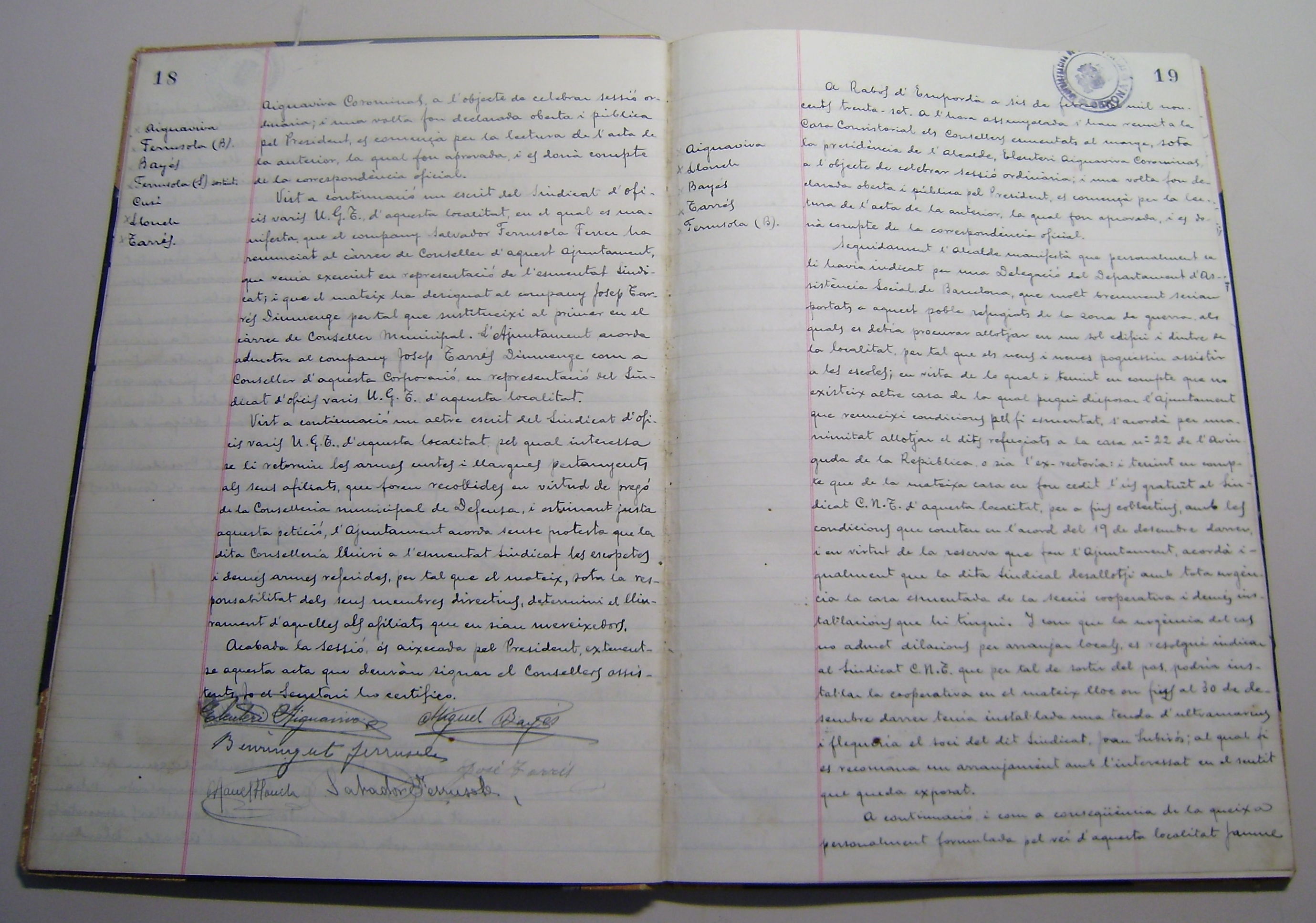
Llibre d'actes de l'Ajuntament de Rabós d'Empordà conservat a l'Arxiu Comarcal de l'Alt Empordà

- Església parroquial de Sant Julià de Rabós. Romànica amb la data de 1313 en la porta de ponent.
- Església de Santa Maria de Colera Segle XII
- Església de Sant Romà de Delfià Segle XI
- Santuari de Sant Quirc i Santa Julita Segle XIX
- Monestir de Sant Quirze de Colera Segle X
- Monuments megalítiques:
  - Menhir del Mas Roquer
  - Dolmen de la Coma de Felis
  - Dolmen de les Comes Llobes dels Pils
  - Dolmen del Solar d'en Gibert
  - Dolmen de Dofines

## Demografia
| 1497 f | 1515 f | 1553 f | 1717 | 1787 | 1857 | 1877 | 1887 | 1900 | 1910 |
| ------ | ------ | ------ | ---- | ---- | ---- | ---- | ---- | ---- | ---- |
| 11     | -      | 19     | 131  | 237  | 558  | 594  | 585  | 463  | 506  |

| 1920 | 1930 | 1940 | 1950 | 1960 | 1970 | 1981 | 1990 | 1992 | 1994 |
| ---- | ---- | ---- | ---- | ---- | ---- | ---- | ---- | ---- | ---- |
| 517  | 377  | 369  | 358  | 317  | 225  | 156  | 151  | 133  | 133  |

| 1996 | 1998 | 2000 | 2002 | 2004 | 2006 | 2008 | 2010 | 2012 | 2014 |
| ---- | ---- | ---- | ---- | ---- | ---- | ---- | ---- | ---- | ---- |
| 148  | 137  | 145  | 155  | 167  | 194  | 194  | 192  | 206  | 182  |

| 2016 | 2018 | 2020 | 2022 | 2024 | 2026 | 2028 | 2030 | 2032 | 2034 |
| ---- | ---- | ---- | ---- | ---- | ---- | ---- | ---- | ---- | ---- |
| 188  | 179  | 184  | 210  | 230  | -    | -    | -    | -    | -    |